# 10AGE
10AGE (настоящее имя — Дми́трий Алекса́ндрович Пано́в; род. 21 января 1998, Большая Ижора, Ленинградская область) — российский рэпер и автор песен. Карьеру хип-хоп-музыканта начал в 2018 году, с тех пор выпустив множество синглов, один мини-альбом, и дебютный альбом «Б.О.М.Ж».
Известность пришла к артисту только спустя несколько лет после начала карьеры — в 2021 году, отметившимся для 10AGE удачным релизом трёх синглов: «Нету интереса», «Пушка» и «Зоопарк». Благодаря популярности этих трёх синглов и количеству их прослушиваний — каждый из треков продолжительное время занимал лидирующие позиции в чартах музыкальных стриминговых платформ — рэперу удалось обратить на себя внимание музыкальной журналистики.
За своё творчество в 2021 году 10AGE неоднократно попадал в различные оценочные списки и топы. Так, синглы «Пушка» и «Нету интереса» вошли в список десяти наиболее прослушиваемых композиций «VK Музыки» и стали одними из самых популярных песен лета по версии Spotify; «Пушка» вошла в списки лучших песен нескольких изданий: «Афиша Daily», The Flow и «ТНТ Music». Сам артист попал на 4-е место в номинации «Открытие года» по версии читателей The Flow.

## Биография

### Ранние годы
Дмитрий Панов родился 21 января 1998 года в посёлке городского типа Большая Ижора Ленинградской области, в семье шиномонтажника и продавщицы. Посёлок, в котором проходило детство артиста, находится рядом с городом Ломоносов, в который юный Панов ездил учиться в местную школу. По признанию Дмитрия, многие молодые люди, проживающие в деревнях, что также касается и Большой Ижоры, «не знают, чем заниматься, и в итоге лезут не в самые лучшие дела». Панов неоднократно упоминал в интервью, что на тексты его песен во многом повлияла его собственная жизнь. Среди таких моментов он называл «погоню за деньгами» и меркантильность общества, приводя в пример желание своей матери отправить его учиться на зубного врача по причине хорошей оплачиваемости профессии, а «не для того, чтобы я помогал людям или изучал интересные науки». Несмотря на такое противоречие во взглядах, он положительно описывал свои отношения с матерью, которая помогла ему «выбраться» из деревни и отправила учиться на звукорежиссёра в Санкт-Петербургский государственный институт кино и телевидения. Поступив в ВУЗ и занявшись звукорежиссурой, Панов открыл для себя музыку, которой стал активно интересоваться. По его признанию, он начинал «делать музыку ради прикола и поиска нового звука внутри своей тусовки».

### Начало творчества (2018—2020)
Музыкой Дмитрий Панов стал заниматься не сразу, а лишь поступив в СПбГИКиТ на звукорежиссёра. Начав заниматься работой со звуком, Дмитрий заинтересовался музыкой, стал экспериментировать со звучанием и в какой-то момент решил выпускать свои собственные композиции в стиле хип-хоп, вдохновляясь творчеством казахстанского рэпера Скриптонита и американских Tyler, the Creator и Трэвиса Скотта.
Дебютными работами 10AGE стали синглы «Raspberry», записанный при участии рэпера soahx, и «CD-ROM», выход которых состоялся 26 октября и 7 декабря 2018 года соответственно на лейбле «Союз Мьюзик» через цифровую дистрибуцию. В интервью «ТНТ Music» Панов рассказывал, что его первые треки «были написаны чисто на продажу». Из самых первых работ, написанных 10AGE в студенческие годы, официально вышла лишь песня «Анабиоз», вошедшая в состав трек-листа его дебютного мини-альбома «Ау», а одноимённый с альбомом сингл, записанный совместно с рэпером Рамилем Алимовым, стал единственным треком до 2021 года, удостоившимся внимания музыкальных журналистов — издание «Афиша Daily» назвало его «прорывным» для обоих музыкантов; треку также удалось войти в список «Популярных песен 2019» по прослушиваниям среди пользователей «ВКонтакте». Популярным по прослушиваниям также стал фит с рэпером Ханзой под названием «Пишешь мне пока», удостоившийся платинового статуса.

### 2021 год: «Нету интереса», «Пушка», «Зоопарк»
2021 год стал для 10AGE продуктивным. Первым вышел сингл «На колени!» — 5 февраля. Премьера второй и наиболее популярной работы артиста за 2021 год, «Нету интереса», состоялась 5 марта. Через два месяца, 7 мая, на «Нету интереса» вышел музыкальный клип. 18 июня выходит сингл «Пушка», а его экранизация — 13 августа. Последние две композиции оказались заметно популярнее раннего творчества 10AGE: «Нету интереса» вошла в список десяти наиболее прослушиваемых композиций музыкальных стриминговых платформ «Звук», Spotify и «VK Музыка», а также совместно с «Пушкой» стала одной из самых популярных песен лета по версии Spotify. «Нету интереса» также удалось составить конкуренцию песням с шестого студийного альбома Скриптонита «Свистки и бумажки» (27 марта 2021 года): так, в песенном чарте Apple Music первые две строчки заняли треки казахского рэпа, третью же — сингл 10AGE. «Пушка» вошла в список 15 хитов лета 2021 года по версии журнала «Афиша Daily» и список «50 лучших песен 2021» редакции The Flow, в котором заняла 20-е место.
В мае 10AGE стал гостем «Вишня Party» — мероприятия для блоггеров, организованного продюсером и основателем дома блогеров Emotion House Алексеем Пегановым. В начале сентября 10AGE в качестве хедлайнера исполнил «Нету интереса» и «Пушку» на презентации коллекции бренда одежды Garage, после чего 10 сентября, ровно за неделю до выхода будущего сингла, артист в своём аккаунте в социальной сети Инстаграм опубликовал концептуальное тизер-видео «Зоопарка» с людьми в масках животных. Выпуск «Зоопарка» состоялся 17 сентября 2021 года на лейбле Legacy Music через цифровую дистрибуцию. По состоянию на 8 декабря 2021 года видео-ролик с премьерой трека на видеохостинге YouTube набрал более 3 миллионов просмотров. Впоследствии 10AGE исполнил «Зоопарк» в гостях на шоу Басты «MC Taxi» вместе с песней «Пушка», а также презентовал новый, ещё не вышедший трек и заявил, что работает над своим первым студийным альбомом. 10 ноября 10AGE вместе с Антохой МС становится гостем шоу «3 кота». 17 декабря выходит пятый и последний сингл артиста в 2021 году, трек «Камеры врут».
Большую часть выпущенных в 2021 году синглов Панов посвятил критике различных аспектов человеческой жизни и поведения. Сам Дмитрий объяснял, что делает это, добавляя в тексты песен «второе дно»: скрытый смысл, который становится явным после повторного прослушивания. В интервью интернет-журналу «Жара Magazine» артист утверждал, что «второе дно» существует для того, чтобы повлиять на мышление людей и показать разрушительность определённого поведения со стороны. Так, трек «Нету интереса» должен поднимать вопрос образования в России и являться критикой меркантильного поведения современной молодёжи, песня «Пушка» и клип на неё представляют собой демонстрацию деструктивности пристрастия к азартным играм, сингл «Зоопарк» — это критика разгульного поведения людей в ночных клубах, отдающихся своим «звериным» инстинктам, а композиция «Камеры врут» посвящена теме лукизма и погони за «идеальной социальной картинкой».

## Восприятие
По большей части 10AGE оставался незамеченным вплоть до 2021 года, когда с выходом его наиболее успешных синглов он стал уверенно зарабатывать популярность. По итогам 2021 года несколько освещающих российскую музыкальную индустрию СМИ так или иначе называли Панова хитмейкером: «ТНТ Music» вкупе с певицами Оливией Родриго и Люсей Чеботиной, а также итальянской рок-группой Måneskin назвал 10AGE самым резонансным из новых «мировых и локальных звёзд»; The Flow посчитал, что «Панов долго искал себя, но в 2021 написал несколько настоящих хитов»; «Афиша Daily» предположил, что из 10AGE может получиться «большой хитмейкер». Интернет-издание People Talk, напротив, перечислило 10AGE среди артистов, набирающих популярность через соцсеть «ВКонтакте» и в которых «мало кто верит и вряд ли их считают конкурентами». «Афиша» посчитала, что творчество Панова «явно выделяется на фоне нынешней рэп-конъюнктуры» благодаря продуманной нарративности текстов его песен, энергичным небанальным битам и «пластичному флоу с амбивалентными внутренними диалогами», при этом отметив, что иногда его тексты могут звучать чересчур резко и наивно. В рамках голосования читателей The Flow, приуроченного к подведению итогов 2021 года, 10AGE занял четвёртое место в номинации «Открытие года», собрав 10,52 % голосов и уступив таким артистам, как Soda Luv, The Limba и Dead Blonde.

### Сравнения со Скриптонитом
Манера читки, произношение слов действительно напоминает Скриптонита. Впрочем, запатентовать флоу практически невозможно, и вполне возможно, что на данном этапе карьеры эта схожесть может сыграть для 10AGE скорее в плюс, чем в минус.
10AGE неоднократно обвинялся в копировании звучания у казахстанского рэпера Скриптонита. Участницы панк-рок-дуэта «Кис-кис», Алина Олешева и Софья Сомусева, в рамках YouTube-шоу «Музыкалити» поставили треку «Зоопарк» самую низкую оценку — один балл, при этом отметив, что 10AGE скопировал стилистику звучания у Скриптонита. Схожесть приёмов, используемых 10AGE и Скриптонитом, также отметил и рэпер Баста. Такие же высказывания звучали в сторону, в частности, треков «Пушка», «Нету интереса» и «Зоопарк». Сам музыкант не был согласен с обвинениями, но признавался, что намеренно использовал некоторые элементы творчества Скриптонита: «Вот этот голос с хрипотцой и истерика напоминают момент ссоры у мужчины. Это круто выглядит со стороны».

### Инциденты
«Нету интереса» должен был войти в официальный плейлист Чемпионата Европы по футболу 2020 года наряду с песней Моргенштерна «Leck», однако уже после обнародования списка треков песни Моргенштерна и 10AGE были удалены УЕФА по причине наличия в них обсценной лексики. Куратором плейлиста выступил нидерландский диджей и музыкальный продюсер Мартин Гаррикс, а треки для него выбирали футболисты, участвующие в Чемпионате. Всего в него вошло 97 треков.

## Дискография

### Студийные альбомы
| Название   | Детали                                                                         |
| ---------- | ------------------------------------------------------------------------------ |
| «Б.О.М.Ж.» | - Релиз: 11 ноября[уточнить] - Лейбл: DNK Music - Формат: цифровая дистрибуция |

### Мини-альбомы
| Название | Детали                                                                        |
| -------- | ----------------------------------------------------------------------------- |
| «Ау»     | - Релиз: 30 августа 2019 - Лейбл: Rhymes Music - Формат: цифровая дистрибуция |

### Синглы
| Год  | Название                                     | Чарты       | Чарты         | Чарты     | Альбом              |
| Год  | Название                                     | Apple Music | Яндекс Музыка | VK Музыка | Альбом              |
| ---- | -------------------------------------------- | ----------- | ------------- | --------- | ------------------- |
| 2018 | «Raspberry» (совместно с soahx)              | —           | —             | —         | Внеальбомные синглы |
| 2018 | «CD-ROM»                                     | —           | —             | —         | Внеальбомные синглы |
| 2019 | «День21»                                     | —           | —             | —         | Внеальбомные синглы |
| 2019 | «Ау» (совместно с Ramil’)                    | —           | —             | —         | «Ау»                |
| 2019 | «Лия»                                        | —           | —             | —         | Внеальбомные синглы |
| 2019 | «Али ты»                                     | —           | —             | —         | Внеальбомные синглы |
| 2019 | «Туман»                                      | —           | —             | —         | «Ау»                |
| 2019 | «Пишешь мне пока» (совместно с Ханзой)       | —           | —             | —         | Внеальбомные синглы |
| 2019 | «Я тот, кто довезёт»                         | —           | —             | —         | Внеальбомные синглы |
| 2019 | «ОПДАВАЙДАВАЙ»                               | —           | —             | —         | Внеальбомные синглы |
| 2020 | «Милая»                                      | —           | —             | —         | Внеальбомные синглы |
| 2020 | «Питерское такси»                            | —           | —             | —         | Внеальбомные синглы |
| 2020 | «Зацелую»                                    | —           | —             | —         | Внеальбомные синглы |
| 2020 | «ОТЦАСИТИ» (совместно с Volodya XXL)         | —           | —             | —         | Внеальбомные синглы |
| 2020 | «Время»                                      | —           | —             | —         | Внеальбомные синглы |
| 2020 | «Мандариновые горы»                          | —           | —             | —         | Внеальбомные синглы |
| 2021 | «На колени!»                                 | —           | —             | —         | Внеальбомные синглы |
| 2021 | «Нету интереса»                              | 2           | 10            | 1         | Внеальбомные синглы |
| 2021 | «Пушка»                                      | 6           | 8             | 1         | Внеальбомные синглы |
| 2021 | «Зоопарк»                                    | 9           | 19            | 1         | Внеальбомные синглы |
| 2021 | «Камеры врут»                                | —           | —             | 20        | Внеальбомные синглы |
| 2022 | «Малышка»                                    | —           | —             | 3         | Внеальбомные синглы |
| 2022 | «Паровозик»                                  | —           | —             | 2         | Внеальбомные синглы |
| 2022 | «Близко»                                     | —           | —             | 1         | Внеальбомные синглы |
| 2023 | «Толер»                                      | —           | —             | 32        | Внеальбомные синглы |
| 2023 | «Демоны»                                     | —           | —             | 9         | Внеальбомные синглы |
| 2023 | «Простак»                                    | —           | —             | 20        | Внеальбомные синглы |
| 2023 | «Полем» (совместно с Народный стиль)         |             |               |           | Внеальбомные синглы |
| 2024 | «Победители» (совместно с Парода & Анет Сай) |             |               |           | Внеальбомные синглы |

### Гостевое участие
| Год  | Название      | Другие исполнители |
| ---- | ------------- | ------------------ |
| 2019 | «До луны»     | Ramil’ и LKN       |
| 2019 | «Моя Suicide» | Mitchel            |

### Видеоклипы
| Год  | Песня           | Режиссёр(ы)                     |
| ---- | --------------- | ------------------------------- |
| 2020 | «Так нельзя»    | Талгат Сафаров                  |
| 2020 | «Милая»         | Юля Литинская                   |
| 2021 | «Нету интереса» | Redshot                         |
| 2021 | «Пушка»         | Алексей Колонтаев, Сергей Панов |
| 2022 | «Малышка»       | не указан                       |
| 2024 | «Победители»    | не указан                       |